# Gordone

I Gordone sono una famiglia della nobiltà siciliana, investita della Baronia di Camastrà.

## Storia
La famiglia Gordone, ascritta alla Mastra nobile di Messina e annotata nell'Elenco Ufficiale nobiliare italiano (1922) è passata all'Ordine di Malta in persona di un suo Cavaliere di Giustizia nel sec. XVII. Di illustre provenienza straniera, il casato Gordone si riannoderebbe ai celebri Gordon di Scozia, congiunti da legami di parentela con i duchi di Norfolk e persino ai re di Scozia (Stuart), altre fonti lo farebbero discendere dagli aristocratici francesi Gourdon o Cordon. Capostipite del ramo siciliano della famiglia Gordone fu Giovanni, Signore della Chiappella e Capitano della contea di Salins (Borgogna), giunto a Messina alla fine del sec. XVI al seguito del principe Don Giovanni d'Austria di cui era familiare. Giovanni sposò Donna Agata Abbatellis Paternò, dei conti di Cammarata e baroni di Cefalà e risulta annotato, nel 1620, tra i nobili confrati della Arciconfraternita della Pace e Bianchi di Messina. Il figlio, Don Nicolò Gordone Abbatellis, ottenne nel 1636 la baronia ed il feudo di Camastrà con un'antica torre di origine medievale (sec. XIV) e sposò Donna Lavinia Cirino, figlia di Marcello (barone di San Basilio, senatore di Messina e cavaliere di San Giacomo della Spada). Tra i vari personaggi che hanno dato lustro a questa antica famiglia si ricordano: il barone Domenico, Padre Governatore della nobile Compagnia dei Bianchi di Messina nel 1673, consorte di Donna Beatrice Porco e Marullo dei baroni di Protonotaro, Longarino e Tono di Milazzo, il quale rimase coinvolto nella rivolta antispagnola del 1676 e subì la confisca del feudo di Camastrà. Il barone Nicolò, Governatore della Pace e Bianchi negli anni 1693, 1708 e 1709 che ristrutturò ed ampliò il palazzo baronale di Camastrà, come attestato da una lapide in marmo risalente al 1706. Il Reverendo Sacerdote Don Domenico Gordone il quale fece costruire nel feudo di Camastrà la chiesetta padronale (ancora oggi aperta al culto) dedicata alla Madonna dell'Abbondanza che conserva al suo interno le sepolture dei baroni Gordone, la cui campana reca la scritta: "Dat Dominus Nomen/ sed Abundans Virgo/ dat Omen/ A.D. MDCCXX". Don Giovanni Gordone, barone di Camastrà, fu giurato nobile di Messina nel 1741-1742 e senatore (1750-1753), Console di mare nel 1751-1752 e Rettore della Devota Casa degli Orfani Dispersi nel 1757-1758, egli prese in moglie Donna Agata Santi Marullo, patrizia messinese. Un Pietro, barone di Camastrà per investitura del 1802, figlio del barone Giuseppe, è annotato nella Mastra nobile di detta città del 1798-1807, ricoprì la carica di senatore nel 1813; Pietro Gordone Spadaro, senatore di Messina nel 1860 e membro dell'Istituto Araldico Italiano, partecipò attivamente, con alcuni volontari di Camastrà e con l'auslio del Sacerdote Don Francesco Impò (Vicario Foraneo della chiesa di S. Antonio di San Filippo del Mela), alle battaglie garibaldine svoltesi nelle zone di Archi e Corriolo che precedettero la vittoriosa battaglia di Milazzo del 20 luglio 1860, nella quale i Mille di Garibaldi sconfissero le truppe borboniche guidate dal colonnello Ferdinando Beneventano del Bosco. Il barone Pietro sposò Donna Angela Marchese del Granatello e Pietragoliti, dei principi della Scaletta e morì nel palazzo baronale di Camastrà (Pace del Mela) il 19 gennaio 1900. Il barone Andrea (1875-1962) politico, imprenditore e benefattore; già assessore del Comune di Messina dal 1914 al 1919; nel 1920 Ufficiale Delegato dello Stato Civile di Pace del Mela (Sindaco) dove ricoprì anche l'Ufficio di Giudice conciliatore e di assessore nel secondo dopoguerra. Governatore della Nobile Arciconfraternita di San Basilio degli Azzurri di Messina dal 1947 al 1949, il barone Andrea Gordone valorizzò ed incrementò le coltivazioni agricole già presenti nelle antiche terre feudali di Camastrà; fondò la cantina vinicola "Castel Camastrà" e fu comproprietario, insieme al conte Cesare Prina Ricotti, di una flotta di pescherecci. Nel 1904 aveva sposato in San Filippo del Mela, Donna Rosina Impò Sisilli degli antichi baroni di Miserendino.

## Arma
D'oro, alla croce di Malta di rosso, ed il capo cucito d'argento, caricato dall'aquila spiegata di nero, membrata, rostrata e coronata d'oro.

## Parentele
Nel corso dei secoli la famiglia Gordone si è imparentata con le nobili famiglie: Abbatellis, Bonaccorsi, Celi, Cirino, Cottone, Crisafi, Cuzzaniti-Colonna Romano, De Gregorio, Fulci, Galifi, Gotho, Gustarelli, Impò, Marchese, Migliorino di Scarpello, Mondio, Papardo, Pollicino-Castagna, Porco, Romeo, Ruffo della Floresta, Santi Marullo, Spadaro del Bosch; Stagno d'Alcontres, Villadicani.